# Baldwin (Pennsylvanie)
Pour les articles homonymes, voir Baldwin.
Baldwin est un borough situé dans le comté d'Allegheny, en Pennsylvanie, aux États-Unis,. En 2010, il comptait une population de 19 767 habitants. Il est incorporé le 27 octobre 1950. La localité est baptisée en référence au juge Henry Baldwin (en).

## Démographie
Lors du recensement de 2010, le borough comptait une population de 19 767 habitants. Elle est estimée, en 2018, à 19 464 habitants.

### Source de la traduction
- (en) Cet article est partiellement ou en totalité issu de l’article de Wikipédia en anglais intitulé « Baldwin, Pennsylvania » (voir la liste des auteurs).